# Родригес Гача, Хосе Гонсало
Хосе Гонсало Родригес Гача (14 мая 1947 года — 15 декабря 1989 года), также известный прозвищем «Эль Мехикано» (Мексиканец) — колумбийский наркобарон, один из лидеров (наряду с братьями Очоа, Карлосом Ледером, Густаво Гавирией и Пабло Эскобаром) медельинского наркокартеля. В разгар своей преступной карьеры Родригес был признан одним из самых успешных наркоторговцев в мире. В 1988 году журнал Forbes включал его в свой ежегодный список мировых миллиардеров.

## Ранние годы
Родригес Гача родился 14 мая 1947 года в городке Пачо колумбийского департамента Кундинамарка. Его родители были небогатыми фермерами. Получил лишь начальное образование.
Ещё в юности стал наёмным убийцей и совершал убийства по заказу разных преступных группировок. В начале 1970-х переехал в Боготу и сошелся с наркоторговкой Вероникой Ривера-де-Варгас, которая стала своего рода кокаиновой королевой, убив при помощи Родригеса всю семью своего основного конкурента.

## Создание наркокартеля
После переезда в 1976 году в Медельин, Родригес Гача вместе с наркоторговцами Пабло Эскобаром, Карлосом Ледером и тремя братьями Очоа создал группировку, которая впоследствии получила название «Медельинский картель». Наркоторговцы сотрудничали в сферах производства, распределения и сбыте кокаина.
В конце 1970-х годов Родригес Гача занял более высокое место в иерархии картеля, освоив новые маршруты наркотрафика через Мексику в США, прежде всего в Лос-Анджелес (штат Калифорния) и Хьюстон (штат Техас). Из-за этих обстоятельств, а также из-за его увлечения мексиканской поп-культурой и за любовь к нецензурной брани, он получил прозвище Мексиканец. Владел рядом ранчо в области Пачо, которым дал мексиканские названия Куэрнавака, Чихуахуа, Сонора и Мазатлан.
Будучи владельцем футбольного клуба Боготы «Мильонариос», сделал гимном клуба мексиканскую песню и нанял группу мексиканских музыкантов, которая перед каждым матчем исполняла её на стадионе. Согласно Министерству юстиции США, Родригес Гача организовывал кокаиновый наркотрафик через Панаму и Западное побережье Соединенных Штатов. Считается, что он участвовал в разработке никарагуанской операции по торговле наркотиками, для участия в которой был нанят пилот Барри Сил (который был убит 19 февраля 1986 году после согласия дать показания против Медельинского картеля). Большую часть своих преступных операций Родригес совершал в районе Кундинамарка. Также Мексиканец первым создал и самую известную и одну из самых крупных нарколабораторий в колумбийских джунглях, в которой более двух тысяч человек жили и работали, производя и упаковывая кокаин.

### Убийство министра юстиции Колумбии
30 апреля 1984 министр юстиции Колумбии Родриго Лара Бонилья, который боролся против Медельинского картеля, был убит киллером на мотоцикле. В ответе убийцам президент Белисарио Бетанкур, который ранее выступал против экстрадиции наркоторговцев в США, объявил, что «мы будем выдавать колумбийцев». Карлос Ледер первым попал в этот список. Применение суровых мер вынудило братьев Очоа, Эскобара и Родригеса в течение нескольких месяцев бежать в Панаму. Несколько месяцев спустя Эскобар был обвинен в убийстве Бонилья, а Родригес был объявлен важным свидетелем этого преступления. В попытке справиться с ситуацией Эскобар, Родригес и братья Очоа встретились с бывшим президентом Колумбии Альфонсом Лопесом Микельсеном в отеле Марриотт в Панама-Сити. Переговоры потерпели неудачу после того, как информация о них просочилась в прессу, вызывая открытое возражение США любому соглашению.

### Военизированные группы картеля
Военизированные группы (или группы самообороны, как они назывались в Колумбии) были созданы при поддержке землевладельцев, и владельцев ранчо и крупного рогатого скота, которые испытывали давление и опасались партизан FARC, а также групп, связанных с наркоторговцами, таких как движение «Muerte a Secuestradores» (MAS — Смерть Похитителям). Как указано в решении от 2004 г. Межамериканского суда по правам человека, многочисленные независимые отчеты и заявления самих военизированных формирований свидетельствуют, что по крайней мере в некоторых случаях они получили поддержку со стороны самого государства. Высшие руководители Медельинского картеля создали частные армии, чтобы обеспечить собственную безопасность и защитить собственность, которую они приобрели. По данным Washington Post, в середине 1980-х годов Родригес Гача и Пабло Эскобар купили огромные участки земли, которые они использовали, чтобы преобразовать свои отряды самообороны из плохо обученных крестьянских ополченцев в боевые силы. К концу 1980-х годов наркоторговцы картеля контролировали около 40 процентов земли на Ближней Магдалене, а также финансировали большинство военизированных операций в регионе.
На протяжении 1980-х годов при активном участии Родригеса, который финансировал импорт и приобретение дорогих иностранных технологий, влияние Медельинского картеля резко увеличилось. Согласно докладу Административного департамента безопасности Колумбии в период с декабря 1987 по май 1988 года Родригес Гача нанял израильских и британских наемников, чтобы обучать отряды боевиков в отдаленных тренировочных лагерях в Колумбии.

## Соединённые Штаты Америки в борьбе с наркоторговлей
К 1989 году Управление по борьбе с наркотиками (DEA) подсчитало, что 80 процентов кокаина, потребляемые в США, было импортировано из Колумбии Медельинским картелем и его конкурентом — картелем Кали. Вновь избранная администрация президента Джорджа Буша-старшего начала борьбу с наркоторговлей и связанным с ней насилием в десятках американских городов. Правительственная стратегия в основном заключалась в ограничении поставок наркотиков и экстрадиции колумбийских лидеров картеля в США для судебного преследования. 21 августа 1989 генеральный прокурор Ричард Торнберг опубликовал список двенадцати колумбийских наркобаронов (обычно называемый «грязной дюжиной»), наиболее разыскиваемых Соединенными Штатами, и заявил, что этих людей власти США будут разыскивать совместно с правительством Колумбии и Интерполом. Список включал лидеров Медельинского картеля Пабло Эскобара, Хорхе Луиса Очоа и Хосе Гонсало Родригеса.

### Финансовые методы борьбы
Президент Буш объявил борьбу с отмыванием денег важным направлением борьбы с наркобизнесом, выделив 15 миллионов долларов, чтобы начать контрнаступление. Всего через несколько часов после того как Буш обнародовал своё антинаркотическое заявление в сентябре 1989 года, начала формироваться федеральная целевая группа по борьбе с финансовыми преступлениями. 6 декабря 1989 года генеральный прокурор Ричард Торнберг объявил, что власти заморозили счета в пяти странах, где хранились 61,8 миллиона долларов Родригеса Гачи. Согласно информации Министерства юстиции, деньги представляли собой долгосрочные инвестиции и находились на банковских счетах в Англии, Швейцарии, Австрии, Люксембурге и Соединенных Штатах. Ещё 20 миллионов долларов доходов от наркоторговли Гачи были внезапно переведены в Панаму, где банковский счёт имел защиту от американских властей.

## Родригес Гача в последние годы
В 1989 году Родригес Гача принял участие в активной и кровопролитной борьбе за контроль над считающимися одними из богатейших в мире изумрудными шахтами Колумбии. 27 февраля 1989 года группа из 25 боевиков по приказу Родригеса убила изумрудного магната Хильберто Молину в его доме во время вечеринки. Вместе с Молиной были убиты шестнадцать его гостей.
Родригес Гача обвинялся в Колумбии и в США в участии в ряде убийств, в том числе в организации убийства лидера колумбийской партии «Левый Патриотический Союз» Хайме Пардо Леаля 12 октября 1988 года. Это убийство было совершено в ответ на нападения левых партизан на наркоторговцев в восточной части страны. 18 августа 1989 года по приказу Эскобара и Родригеса был убит популярный кандидат в президенты Колумбии Луис Карлос Галан, который обещал в случае своей победы на выборах начать решительную борьбу с наркоторговцами и считался самым вероятным кандидатом на пост президента Колумбии.

## Смерть
В ответ на террор Медельинского картеля власти начали наступление на наркомафию и восстановили экстрадицию наркодельцов в Соединённые Штаты. Сначала колумбийская общественность всецело поддержала применение суровых мер президента Вирхилио Барко, которые были объявлены через несколько часов после убийства Галана. Правительство проводило беспрецедентные и быстрые операции против наркоторговцев: захват дорогих домов, ранчо, аэродромов, кокаиновых лабораторий, больших сумм наличных денег и партий наркотиков. Власти проводили рейды по всей стране и произвели тысячи арестов. Медельинский картель ответил объявлением войны правительству, и в течение следующих четырёх месяцев взрывы стали почти повседневным явлением и привели к гибели сотен людей.
К октябрю 1989 года общественная поддержка мер президента Барко начала ослабевать, и правительство решило сосредоточить свои усилия на захвате Пабло Эскобара или Родригеса. Тем не менее, наркобаронам удалось опережать правоохранительные органы и продолжать финансировать кампанию террора, которая унесла жизни сотен политиков, судей и гражданских лиц. Колумбийские власти заявили, что это Родригес Гача и Пабло Эскобар спланировали 8 декабря 1989 бомбардировку территории Федеративного следственного управления полиции в Боготе, при которой погибли 63 человека и около 1000 были ранены. Эскобар и Гача также были причастны к организации взрыва самолёта, при котором погибли 110 человек.
Сын скрывавшегося Мексиканца Фреди Родригес Селадес был задержан в ходе рейда армии на одном из ранчо Родригеса Гачи к северу от Боготы. Он подозревался в незаконном хранении огнестрельного оружия, но полиция задержала его на более длительное время, чем обычно задерживала людей без предъявления обвинения, надеясь оказать давление на его отца. После того, как это не получилось, власти попытались выйти на Мексиканца другим способом. Полицейские отпустили Фреди, организовав при этом за ним слежку в надежде, что тот приведёт их к Мексиканцу.
Родригес Гача скрывался на небольшом ранчо возле городка Толу. 15 декабря 1989 года Фреди приехал туда. Ранчо было окружено полицейскими. Завязалась перестрелка, в ходе которой были убиты находившиеся на ранчо телохранители Мексиканца, один из предполагаемых руководителей Медельинского картеля Хильберто Рендон и Фреди Родригес Селадес. После того, как погиб его сын, Родригес Гача покончил с собой, взорвав гранату.
На похоронах Хосе Гонсало Родригеса Гачи присутствовало около 3 тысяч жителей города Пачо.